# Liste der sächsischen Ministerpräsidenten
Die Liste beinhaltet die Vorsitzenden des Gesamtministeriums des Königreichs Sachsen von 1831 bis 1918 und die Ministerpräsidenten des Freistaates Sachsen von 1918 bis heute.
Von 1831 bis 1918 hatte der sächsische König nach der Verfassung offiziell den Vorsitz im Gesamtministerium. Von Anfang an wurde jedoch auch ein Minister mit dem Vorsitz beauftragt. Nach 1873 nahmen die Könige kaum noch an den Sitzungen des Kabinetts teil. Der Titel eines Ministerpräsidenten wurde offiziell erst 1919 eingeführt.

## Liste der sächsischen Ministerpräsidenten
| Königreich Sachsen                 | Königreich Sachsen                                                           | Königreich Sachsen                   | Königreich Sachsen                                      |
| Bild                               | Name (Lebensdaten)                                                           | Amtszeit                             | Ministerien                                             |
| Vorsitzende des Gesamtministeriums | Vorsitzende des Gesamtministeriums                                           | Vorsitzende des Gesamtministeriums   | Vorsitzende des Gesamtministeriums                      |
| ---------------------------------- | ---------------------------------------------------------------------------- | ------------------------------------ | ------------------------------------------------------- |
|                                    | Bernhard August von Lindenau (11. Juni 1779 – 21. Mai 1854)                  | 1. Dezember 1831 – September 1843    | Lindenau                                                |
|                                    | Julius Traugott Jakob von Könneritz (30. Mai 1792 – 28. Oktober 1866)        | September 1843 – 13. März 1848       | Könneritz                                               |
|                                    | Alexander Karl Hermann Braun (10. Mai 1807 – 23. März 1868)                  | 16. März 1848 – 24. Februar 1849     | Braun                                                   |
|                                    | Gustav Friedrich Held (29. Mai 1804 – 24. April 1857)                        | 24. Februar 1849 – 2. Mai 1849       | Held                                                    |
|                                    | Ferdinand von Zschinsky (22. Februar 1797 – 28. Oktober 1858)                | 2. Mai 1849 – 28. Oktober 1858       | Zschinsky                                               |
|                                    | Friedrich Ferdinand von Beust (13. Januar 1809 – 24. Oktober 1886)           | 28. Oktober 1858 – 15. August 1866   | Beust                                                   |
|                                    | Johann Paul von Falkenstein (15. Juni 1801 – 14. Januar 1882)                | Oktober 1866 – 1. Oktober 1871       | Falkenstein                                             |
|                                    | Richard Freiherr von Friesen (9. August 1808 – 25. Februar 1884)             | 1. Oktober 1871 – 1. November 1876   | Friesen                                                 |
|                                    | Georg Friedrich Alfred Graf von Fabrice (23. Mai 1818 – 25. März 1891)       | 1. November 1876 – 25. März 1891     | Fabrice                                                 |
|                                    | Karl Friedrich Wilhelm von Gerber (11. April 1823 – 23. Dezember 1891)       | 25. März 1891 – 23. Dezember 1891    | Gerber/Thümmel                                          |
|                                    | Hans von Thümmel (25. Mai 1824 – 12. Februar 1895)                           | Dezember 1891 – 12. Februar 1895     | Gerber/Thümmel                                          |
|                                    | Heinrich Rudolf Schurig (4. März 1835 – 15. Juni 1901)                       | 12. Februar 1895 – 15. Juni 1901     | Schurig                                                 |
|                                    | Karl Georg Levin von Metzsch-Reichenbach (14. Juli 1836 – 7. September 1927) | 15. Juni 1901 – 30. April 1906       | Metzsch-Reichenbach I (interim), Metzsch-Reichenbach II |
|                                    | Konrad Wilhelm von Rüger (26. Oktober 1837 – 20. Februar 1916)               | 30. April 1906 – 1. Dezember 1910    | Rüger                                                   |
|                                    | Victor Alexander von Otto (20. März 1852 – 26. Juli 1912)                    | 1. Dezember 1910 – 21. Mai 1912      | Otto/Hausen                                             |
|                                    | Max Clemens Lothar Freiherr von Hausen (17. Dezember 1846 – 19. März 1922)   | 26. Juli 1912 – 21. Mai 1914         | Otto/Hausen                                             |
|                                    | Heinrich Gustav Beck (11. April 1854 – 9. Januar 1933)                       | 21. Mai 1914 – 26. Oktober 1918      | Beck                                                    |
|                                    | Rudolf Heinze (22. Juli 1865 – 16. Mai 1928)                                 | 26. Oktober 1918 – 13. November 1918 | Heinze                                                  |

| Freistaat Sachsen von 1918 bis 1952                                                                                    | Freistaat Sachsen von 1918 bis 1952                            | Freistaat Sachsen von 1918 bis 1952         | Freistaat Sachsen von 1918 bis 1952         | Freistaat Sachsen von 1918 bis 1952         | Freistaat Sachsen von 1918 bis 1952         |
| Bild | Name (Lebensdaten)                                             | Partei                                      | Partei                                      | Amtszeit                                    | Kabinette                                   |
| Vorsitzende des Rates der Volksbeauftragten                                                                            | Vorsitzende des Rates der Volksbeauftragten                    | Vorsitzende des Rates der Volksbeauftragten | Vorsitzende des Rates der Volksbeauftragten | Vorsitzende des Rates der Volksbeauftragten | Vorsitzende des Rates der Volksbeauftragten |
| --- | -------------------------------------------------------------- | ------------------------------------------- | ------------------------------------------- | ------------------------------------------- | ------------------------------------------- |
| | Richard Lipinski (6. Februar 1867 – 18. April 1936)            |                                             | USPD                                        | 15. November 1918 – 21. Januar 1919         | Lipinski                                    |
| | Georg Gradnauer (16. November 1866 – 18. November 1946)        | SPD                                         | 21. Januar 1919 – 14. März 1919             | Gradnauer I                                 |                                             |
| Ministerpräsidenten |                                                                |                                             |                                             |                                             |                                             |
| | Georg Gradnauer (16. November 1866 – 18. November 1946)        |                                             | SPD                                         | 14. März 1919 – 4. Mai 1920                 | Gradnauer II                                |
| | Wilhelm Buck (12. November 1869 – 2. Dezember 1945)            | SPD                                         | 4. Mai 1920 – 21. März 1923                 | Buck I Buck II Buck III                     |                                             |
| | Erich Zeigner (17. Februar 1886 – 5. April 1949)               | SPD                                         | 21. März 1923 – 29. Oktober 1923            | Zeigner                                     |                                             |
| | Rudolf Heinze (Reichskommissar) (22. Juli 1865 – 16. Mai 1928) |                                             | DVP                                         | 29. Oktober 1923 – 31. Oktober 1923         | –                                           |
| | Alfred Fellisch (1. Juni 1884 – 4. März 1973)                  |                                             | SPD                                         | 31. Oktober 1923 – 4. Januar 1924           | Fellisch                                    |
| | Max Heldt (4. November 1872 – 27. Dezember 1933)               | SPD / ASPS                                  | 4. Januar 1924 – 26. Juni 1929              | Heldt I Heldt II Heldt III                  |                                             |
| | Wilhelm Bünger (8. Oktober 1870 – 21. März 1937)               |                                             | DVP                                         | 26. Juni 1929 – 18. Februar 1930            | Bünger                                      |
| | Walther Schieck (24. August 1874 – 23. April 1946)             | DVP                                         | 6. Mai 1930 – 10. März 1933                 | Schieck                                     |                                             |
| | Manfred von Killinger (14. Juli 1886 – 2. September 1944)      |                                             | NSDAP                                       | 10. März 1933 – 28. Februar 1935            | Killinger                                   |
| | Martin Mutschmann (9. März 1879 – 14. Februar 1947)            | NSDAP                                       | 1. März 1935 – 7. Mai 1945                  | Mutschmann                                  |                                             |
| Präsident der Landesverwaltung                                                                                         |                                                                |                                             |                                             |                                             |                                             |
| | Rudolf Friedrichs (9. März 1892 – 13. Juni 1947)               |                                             | SPD / SED                                   | 1. Juli 1945 – 10. Dezember 1946            | Friedrichs I                                |
| | Rudolf Friedrichs (9. März 1892 – 13. Juni 1947)               |                                             | SPD / SED                                   | 1. Juli 1945 – 10. Dezember 1946            | Friedrichs I                                |
| Ministerpräsidenten |                                                                |                                             |                                             |                                             |                                             |
| | Rudolf Friedrichs (9. März 1892 – 13. Juni 1947)               |                                             | SED                                         | 11. Dezember 1946 – 13. Juni 1947           | Friedrichs I Friedrichs II                  |
| | Max Seydewitz (19. Dezember 1892 – 8. Februar 1987)            | SED                                         | 31. Juli 1947 – 23. Juli 1952               | Seydewitz I Seydewitz II                    |                                             |
| Auflösung des Landes Sachsen im Jahr 1952 und Aufteilung in die Bezirke Leipzig, Dresden und Chemnitz/Karl-Marx-Stadt. |                                                                |                                             |                                             |                                             |                                             |

| Freistaat Sachsen seit 1990 | Freistaat Sachsen seit 1990                         | Freistaat Sachsen seit 1990 | Freistaat Sachsen seit 1990      | Freistaat Sachsen seit 1990               | Freistaat Sachsen seit 1990               |
| Bild                        | Name (Lebensdaten)                                  | Partei                      | Partei                           | Amtszeit                                  | Kabinette                                 |
| Ministerpräsident           | Ministerpräsident                                   | Ministerpräsident           | Ministerpräsident                | Ministerpräsident                         | Ministerpräsident                         |
| --------------------------- | --------------------------------------------------- | --------------------------- | -------------------------------- | ----------------------------------------- | ----------------------------------------- |
|                             | Kurt Biedenkopf (28. Januar 1930 – 12. August 2021) |                             | CDU                              | 8. November 1990 – 18. April 2002         | Biedenkopf I Biedenkopf II Biedenkopf III |
|                             | Georg Milbradt (* 23. Februar 1945)                 | CDU                         | 18. April 2002 – 28. Mai 2008    | Milbradt I Milbradt II                    |                                           |
|                             | Stanislaw Tillich (* 10. April 1959)                | CDU                         | 28. Mai 2008 – 13. Dezember 2017 | Tillich I Tillich II Tillich III          |                                           |
|                             | Michael Kretschmer (* 7. Mai 1975)                  | CDU                         | seit 13. Dezember 2017 amtierend | Kretschmer I Kretschmer II Kretschmer III |                                           |

## Amtseid
Der Ministerpräsident und seine Staatsminister sprechen (seit 1990) den in der sächsischen Verfassung festgeschriebenen Eid:

„Ich schwöre, dass ich meine Kraft dem Wohl des Volkes widmen, seinen Nutzen mehren, Schaden von ihm wenden, Verfassung und Recht wahren und verteidigen, meine Pflichten gewissenhaft erfüllen und Gerechtigkeit gegenüber allen üben werde.
(So wahr mir Gott helfe.)“